# イルシーナ
イルシーナ（イタリア語: Irsina）は、イタリア共和国バジリカータ州マテーラ県にある、人口約4,900人の基礎自治体（コムーネ）。

## 地理

### 位置・広がり

#### 隣接コムーネ
隣接するコムーネは以下の通り。括弧内のPZはポテンツァ県、BAはバーリ県所属を示す。
- ジェンツァーノ・ディ・ルカーニア (PZ)
- グラッサーノ
- グラヴィーナ・イン・プーリア (BA)
- グロットレ
- オッピド・ルカーノ (PZ)
- トルヴェ (PZ)
- トリカーリコ